# John Cargill, 1. Baronet
Sir John Traill Cargill, 1. Baronet (* 10. Januar 1867 in Glasgow; † 24. Januar 1954 in Edinburgh) war ein britischer Manager.

## Leben und Tätigkeit
Cargill war der zweite Sohn des Kaufmanns David Sime Cargill – Gründer der Burmah Oil Company – und seiner Ehefrau Margaret († 1872), geb. Traill. Von 1878 bis 1883 wurde Cargill an der Glasgow Academy ausgebildet. Anschließend trat er in die Firma seines Vaters ein, der zu diesem Zeitpunkt ins Ölgeschäft eingestiegen war.
1886 ging Cargill in das damals zu Britisch-Indien gehörige Burma, wo er im Büro der Firma seines Vaters in Rangoon arbeitete und die dortigen Interessen desselben vertrat. 1893 kehrte er nach Schottland zurück. In den folgenden Jahren beteiligte er sich aktiv an der Entwicklung der Ölindustrie in Burma und Persien.
1905 folgte Cargill seinem Vater als Vorsitzender (chairman) der Burmah Oil Company Ltd. nach, Diese Stellung behielt er bis 1943, als er aus gesundheitlichen Gründen in den Ruhestand ging, bei. Während dieser Zeit entwickelte das Unternehmen sich von einem kleinen spekulativen Geschäft zu einem Großkonzern mit einem Wert von 25 Millionen Pfund.
Von 1909 bis 1943 saß Cargill zudem als Direktor im Vorstand der Anglo-Persian Oil Company (APOC) bzw. Anglo-Iranian Oil Company (AIOC). Etwa zur selben Zeit wurde er Senior Partner der Firma Finlay, Fleming & Company in Rangoon. Zudem war er von 1922 bis 1943 Vorsitzender von Scottish Oils Ltd. sowie Vorsitzender des Concessions Syndicate Ltd. (1905) und Direktor bei der Assam Oil Company.
Von den nationalsozialistischen Polizeiorganen wurde Cargill Ende der 1930er Jahre als wichtige Zielperson eingestuft: Im Frühjahr 1940 setzte das Reichssicherheitshauptamt in Berlin ihn auf die Sonderfahndungsliste G.B., ein Verzeichnis von Personen, die im Falle einer erfolgreichen deutschen Invasion Großbritanniens durch die Sonderkommandos der SS-Einsatzgruppen mit besonderer Priorität ausfindig gemacht und verhaftet werden sollten.
Am 10. Februar 1920 wurde er als Baronet of Glasgow in den erblichen Adelsstand erhoben. 1929 erhielt er ein Ehrendoktorat der Universität Glasgow im Fachbereich Rechte (LLD).
Cargill wurde auf dem Hillfoot Friedhof in Glasgow begraben. Er vermachte den Universitäten in Glasgow und Rangun große Fördermittel.

## Familie
Cargill war seit 1895 mit Mary Hope Walker Grierson, einer Schwester von James Moncrieff Grierson, verheiratet. Da sie eine Tochter, Allison Hope Cargill (* 1896), aber keine Söhne hatten, erlosch sein Baronet-Titel bei seinem Tod.